# Lijst van Duitse Formule 3-kampioenen
Dit is een lijst van teams en coureurs die het Duitse Formule 3-kampioenschap hebben gewonnen. Dit kampioenschap bestaat al sinds 1950. Veel coureurs die hier hebben geracet zijn later in de Formule 1 terechtgekomen, het beste voorbeeld is Michael Schumacher.

## Per seizoen
| Seizoen | Coureur                | Team                   | Chassis       | Motor         |
| ------- | ---------------------- | ---------------------- | ------------- | ------------- |
| 2014    | Markus Pommer          | Lotus                  | Dallara F308  | Volkswagen    |
| 2013    | Marvin Kirchhöfer      | Lotus                  | Dallara F311  | Volkswagen    |
| 2012    | Jimmy Eriksson         | Lotus                  | Dallara F311  | Volkswagen    |
| 2011    | Richie Stanaway        | Van Amersfoort Racing  | Dallara F307  | Volkswagen    |
| 2010    | Tom Dillmann           | HS Technik             | Dallara F307  | Volkswagen    |
| 2009    | Laurens Vanthoor       | Van Amersfoort Racing  | Dallara F307  | Volkswagen    |
| 2008    | Frédéric Vervisch      | Swiss Racing Team      | Dallara F307  | OPC Challenge |
| 2007    | Carlo van Dam          | Van Amersfoort Racing  | Dallara F306  | OPC Challenge |
| 2006    | Ho-Pin Tung            | JB Motorsport          | Lola B06-30   | Opel          |
| 2005    | Peter Elkmann          | Jo Zeller Racing       | Dallara F304  | Opel-Spiess   |
| 2004    | Bastian Kolmsee        | HS Technik             | Dallara F302  | Opel-Spiess   |
| 2003    | Joao Paulo de Oliveira | JB Motorsport          | Dallara F302  | Opel-Spiess   |
| 2002    | Gary Paffett           | Team Rosberg           | Dallara F3/02 | Opel          |
| 2001    | Toshihiro Kaneishi     | Opel Team BSR          | Dallara F3/01 | Opel          |
| 2000    | Giorgio Pantano        | Opel Team KMS          | Dallara F3/00 | Opel          |
| 1999    | Christijan Albers      | Opel Team BSR          | Dallara 399   | Opel          |
| 1998    | Bas Leinders           | Van Amersfoort Racing  | Dallara 398   | Opel          |
| 1997    | Nick Heidfeld          | Team Opel BSR          | Dallara 397   | Opel          |
| 1996    | Jarno Trulli           | Opel Team KMS Benetton | Dallara 396   | Opel          |
| 1995    | Norberto Fontana       | KMS Motorsport         | Dallara 395   | Opel          |
| 1994    | Jörg Müller            | RSM Marko              | Dallara 394   | Fiat          |
| 1993    | Jos Verstappen         | WTS Racing             | Dallara 393   | Opel          |
| 1992    | Pedro Lamy             | WTS Racing             | Reynard 923   | Opel          |
| 1991    | Tom Kristensen         | BSR Racing             | Ralt RT 35    | Volkswagen    |
| 1990    | Michael Schumacher     | WTS Racing             | Reynard 903   | Volkswagen    |
| 1989    | Karl Wendlinger        | RSM Marko              | Ralt RT 33    | Alfa Romeo    |
| 1988    | Joachim Winkelhock     | WTS Racing             | Reynard 883   | Volkswagen    |
| 1987    | Bernd Schneider        | Schübel Rennsport Int. | Dallara 387   | Volkswagen    |
| 1986    | Kris Nissen            | BSR Racing             | Ralt RT 30    | Volkswagen    |
| 1985    | Volker Weidler         | Josef Kaufmann Racing  | Martini MK 45 | Volkswagen    |
| 1984    | Kurt Thiim             | Bongers Motorsport     | Ralt RT 3     | Alfa Romeo    |
| 1983    | Franz Konrad           | Konrad Racing          | Anson SA4     | Toyota        |
| 1982    | John Nielsen           | Volkswagen Motorsport  | Ralt RT 3     | Volkswagen    |
| 1981    | Frank Jelinski         | BSR Racing             | Ralt RT 3     | Toyota        |
| 1980    | Frank Jelinski         | BSR Racing             | Ralt RT 3     | Toyota        |
| 1979    | Michael Korten         | Korten Motorsport      | March 793     | Toyota        |
| 1978    | Bertram Schäfer        | BSR Racing             | Ralt RT 1     | BMW, Toyota   |
| 1977    | Peter Scharmann        | Team Obermoser Jörg    | Toj-F302      | Toyota        |
| 1976    | Bertram Schäfe         | BSR Racing             | Ralt RT 1     | BMW           |
| 1975    | Ernst Maring           | Maring Motorsport      | Maco 375      | Toyota        |

## Per land
| Pos. | Land                | Kampioenschappen |
| ---- | ------------------- | ---------------- |
| 1    | Duitsland           | 17               |
| 2    | Denemarken          | 4                |
| 3    | Nederland           | 3                |
| -    | België              | 3                |
| 4    | Oostenrijk          | 2                |
| -    | Italië              | 2                |
| 5    | Portugal            | 1                |
| -    | Argentinië          | 1                |
| -    | Japan               | 1                |
| -    | Verenigd Koninkrijk | 1                |
| -    | Brazilië            | 1                |
| -    | China               | 1                |
| -    | Frankrijk           | 1                |
| -    | Nieuw-Zeeland       | 1                |
| -    | Zweden              | 1                |

## Per team
| Pos | Team                   | Kampioenschappen | Jaar                                                 |
| --- | ---------------------- | ---------------- | ---------------------------------------------------- |
| 1   | Opel Team BSR          | 9                | 1976, 1978, 1980, 1981, 1986, 1991, 1997, 1999, 2001 |
| 2   | WTS Racing             | 4                | 1988, 1990, 1992, 1993                               |
| 2   | Van Amersfoort Racing  | 4                | 1998, 2007, 2009, 2011                               |
| 4   | Opel Team KMS          | 3                | 1995, 1996, 2000                                     |
| 4   | Lotus                  | 3                | 2012, 2013, 2014                                     |
| 6   | RSM Marko              | 2                | 1989, 1994                                           |
| 6   | JB Motorsport          | 2                | 2003, 2006                                           |
| 6   | HS Technik             | 2                | 2004, 2010                                           |
| 8   | Maring Motorsport      | 1                | 1975                                                 |
| 8   | Team Obermoser Jörg    | 1                | 1977                                                 |
| 8   | Korten Motorsport      | 1                | 1979                                                 |
| 8   | Volkswagen Motorsport  | 1                | 1982                                                 |
| 8   | Konrad Racing          | 1                | 1983                                                 |
| 8   | Bongers Motorsport     | 1                | 1984                                                 |
| 8   | Josef Kaufmann Racing  | 1                | 1985                                                 |
| 8   | Schübel Rennsport Int. | 1                | 1987                                                 |
| 8   | Team Rosberg           | 1                | 2002                                                 |
| 8   | Jo Zeller Racing       | 1                | 2005                                                 |
| 8   | Swiss Racing Team      | 1                | 2008                                                 |